# Yang Chengfu
Mestre Yang Chengfu (em Hanyu Pinyin), ou Yang Ch'eng-fu (Wade-Giles) ( 楊澄甫, 1883-1936) é considerado historicamente o mais famoso professor da arte marcial interna Tai Chi Chuan (Taijiquan).

## Biografia
Nasceu na conhecida família Yang de Tai Chi Chuan, terceiro filho de Yang Jianhou e neto de Yang Luchan.

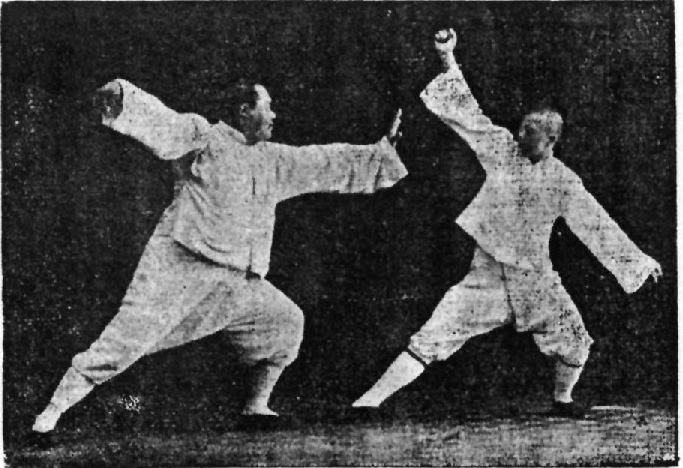
Yang Chengfu aplica o movimento "chicote".

Yang Chengfu percorreu a China de norte a sul divulgando esta prática não apenas como uma arte marcial, mas também como uma terapia para manter a saúde.
Com seu irmão mais velho Yang Shaohou (楊少侯) e seus colegas Wu Jianquan (吳鑑泉) e Sun Lutang (孫錄堂), esteve entre os primeiros professores a oferecer instrução em  Tai Chi Chuan aberta ao público em geral, no Physical Culture Research Institute em Pequim (北京 - Beijing), de 1914 até 1928.
Mudou-se para Shanghai em 1928, onde continuou lecionando até a sua passagem em 1936.

## Características de seu Tai Chi Chuan
Yang Chengfu abrandou um pouco a vigorosa rotina de treinamentos que aprendeu de sua família, enfatizando a "large frame" ou "Da Jia (大架)", com passadas largas e movimentos de braço circulares e expansivos.
Esta forma suave e ritmada, e as muitas ramificações que se originaram de seu estilo, tornaram-se desde então o padrão do estilo Yang (楊氏), conquistando a imaginação do público como uma referência no que diz respeito ao Tai Chi Chuan em geral.

## Filhos e discípulos deram continuidade à sua transmissão
Os descendentes diretos de Yang Chengfu são os muitos alunos que ensinou e os estudantes destes disseminaram esta arte por todo o mundo.
Seus filhos continuaram a ensinar a forma de Tai Chi Chuan de 103 movimentos divulgada por seu pai.
O primeiro filho, Yang Shouchung (1910-1985) (ou Yang Zhenming, ou Yang Shaozhong, ou Yeung Shaochung; 楊守中), levou o estilo da família para Hong Kong. 
O segundo filho, Yang Zhenji (nascido em 1921), é o atual líder da família.
Yang Zhenduo (楊振鐸, nascido em 1926), o terceiro filho, vive na Província de Shanxi e é considerado o mais destacado instrutor de Tai Chi Chuan estilo Yang vivo.

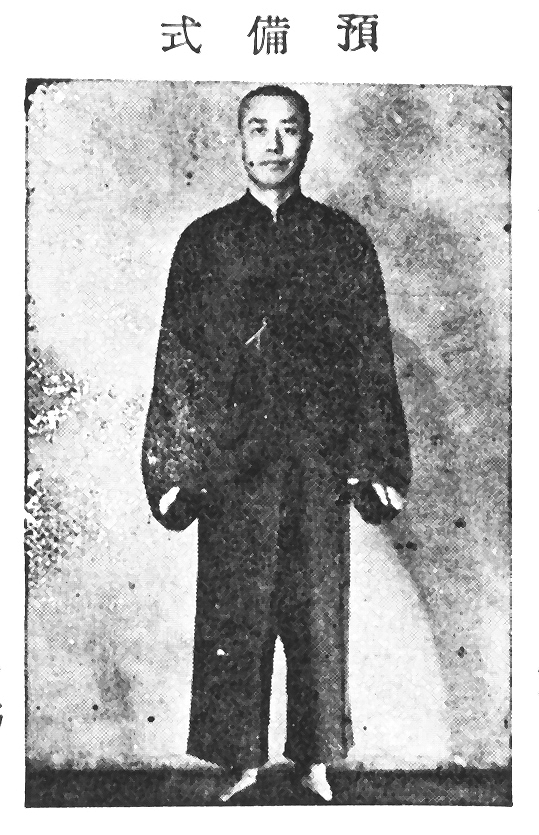
Dong Yingjie (Tung Ying Chieh) demonstra a "posição de preparação" (预备式)
(pinyin: Yu Pei Shih).

Entre os mais famosos discípulos de Yang Chengfu estão Chen Weiming (Ch'en Wei-ming), Dong Yingjie (Tung Ying-chieh), Fu Zhongwen (Fu Chung-wen) e Cheng Manching (Cheng Man-ch'ing). Cada um deles desenvolveu um trabalho de ensino intensivo, fundando grupos que continuam a transmitir seu ensinamentos até hoje.
Cheng Manching é reconhecido como o primeiro a ensinar Tai Chi Chuan no Ocidente, após o falecimento de seu mestre encurtou e simplificou significativamente a forma Yang tradicional (modificação não reconhecida pela família Yang), supostamente para torná-la mais acessível para um número maior de alunos.
Liu Pai Lin, também discípulo de Yang Chengfu, foi um dos grandes divulgadores desta arte no Brasil, contribuindo entre os anos de 1980 e 2000 para torná-la conhecida por todo o país.
Em 1999, os Mestres Yang Zhenduo e Yang Jun realizaram seu primeiro Seminário de Tai Chi Chuan no Brasil. Criaram em seguida um núcleo de representação da Associação Internacional de Tai Chi Chuan estilo Yang, o "Yang Chengfu Tai Chi Chuan Center - Brasil", que realiza cursos de formação e exames de qualificação de instrutores.